# 小行星6701
小行星6701（英語：6701 Warhol）是一颗围绕太阳公转的小行星。1988年1月14日，安東寧·姆爾科斯在克列特发现了此天体。
这颗小行星的绝对星等为38.02092979649019等。